# The Sound Of Girls Aloud: The Greatest Hits
A The Sound Of Girls Aloud: The Greatest Hits az angol Girls Aloud lánybanda első válogatásalbuma. A lemez az első három stúdióalbum kislemezes dalait tartalmazza illetve három új dalt. Máig az együttes legnagyobb példányszámban elkelt lemeze.

## Dallista
1. "Sound Of The Underground" (Miranda Cooper, Brian Higgins, Niara Scarlett, Xenomania) – 3:41
2. "Love Machine" (Miranda Cooper, Brian Higgins, Tim Powell, Nick Coler, Lisa Cowling, Myra Boyle, Shawn Lee) – 3:25
3. "Biology" (Miranda Cooper, Brian Higgins, Tim Powell, Lisa Cowling, Giselle Sommerville) – 3:35
4. "No Good Advice" (Miranda Cooper, Brian Higgins, Nick Coler, Lisa Cowling, Lene Nystrom, Xenomania) – 3:48
5. "I'll Stand By You" (Chrissie Hynde, Tom Kelly, Billy Steinberg) – 3:43
6. "Jump" (Steve Mitchell, Marti Sharron, Gary Skardina) – 3:39
7. "The Show" (Miranda Cooper, Brian Higgins, Tim Powell, Lisa Cowling, Jon Shave, Xenomania) – 3:36
8. "See The Day" (Dee C. Lee) – 4:04
9. "Life Got Cold" (Miranda Cooper, Brian Higgins, Nick Coler, Lisa Cowling, Xenomania) - 3:57
10. "Something Kinda Ooooh" (Miranda Cooper, Brian Higgins, Tim Powell, Nick Coler, Giselle Sommerville, Jody Lei) - 3:22
11. "Whole Lotta History" (Miranda Cooper, Brian Higgins, Lisa Cowling, Giselle Sommerville, Tim "Rolf" Larcombe, Xenomania) – 3:47
12. "Long Hot Summer" (Miranda Cooper, Brian Higgins, Giselle Sommerville, Myra Boyle, Shawn Lee, Tim "Rolf" Larcombe) – 3:52
13. "Money" [UK bonus track] (Miranda Cooper, Brian Higgins, Tim Powell, Nick Coler, Lisa Cowling) – 4:13
14. "I Think We're Alone Now" [UK bonus track] (Ritchie Cordell) – 3:18